# Клыпин, Николай Якимович
Никола́й Яки́мович Клы́пин (1908—1943) — советский офицер-танкист, участник советско-финской и Великой Отечественной войн, Герой Советского Союза (1940).

## Биография
Родился 16 декабря 1908 года в Верхнеудинске в семье рабочего железнодорожника. В семье было восемь детей. С 18 лет работал на речном пароходе котельщиком, затем помощником механика. В 1931 году Клыпин окончил два курса Омского речного училища. В мае 1932 года он был призван на службу в Рабоче-крестьянскую Красную Армию, член ВКП(б). В 1934 году окончил Ульяновскую танковую школу.
Участвовал в польском походе и советско-финской войне. К марту 1940 года старший лейтенант Николай Клыпин был начальником штаба батальона 62-го танкового полка 86-й стрелковой дивизии 7-й армии Северо-Западного фронта.
Начальник штаба батальона 62-го танкового полка 86-й стрелковой дивизии 7-й армии Северо-Западного фронта старший лейтенант Н. Я. Клыпин отличился во время советско-финской войны в ходе штурма острова Туппурансари (ныне Вихревой) в Выборгском заливе, способствовав своими действиями успешному продвижению вперёд советских стрелковых частей. Во время Великой Отечественной войны командир 17-й танковой бригады майор Н. Я. Клыпин организовал оборону Можайского рубежа обороны Москвы, где изматывающими и сдерживающими боями сдерживал наступление сильно превосходящих немецких войск.
2 марта 1940 года Клыпин участвовал в штурме острова Туппурансари (ныне Вихревой) в Выборгском заливе. Вместе с танковой ротой он уничтожил 2 артиллерийских орудия, 1 пулемётный дот, 1 наблюдательный пункт противника. Когда его танк был подбит (башенный стрелок красноармеец В. К. Пислегин, механик-водитель — И. Е. Болесов), Клыпин продолжал вести огонь из пулемёта, уничтожил несколько десятков финских солдат и офицеров. Действия Клыпина способствовали успешному продвижению вперёд советских стрелковых частей.
Указом Президиума Верховного Совета СССР от 21 марта 1940 года за «образцовое выполнение боевых заданий командования на фронте борьбы с финской белогвардейщиной и проявленные при этом отвагу и геройство» старший лейтенант Николай Клыпин был удостоен высокого звания Героя Советского Союза с вручением ордена Ленина и медали «Золотая Звезда» № 341. После войны жил во Львове.
С 1941 года — на фронтах Великой Отечественной войны. Командовал сначала танковым полком в 8-й танковой дивизии 28 сентября назначен командиром 17-й танковой бригады. В октябре 1941 года 17-я танковая бригада вела тяжелейшие бои под Медынью и Боровском. Смелые и умелые действия майора Клыпина при командовании 17-й танковой бригадой обеспечили успех сдерживающих боев 43-й армии в оборонительном периоде Московской битвы. В ноябре 1941 года Николаю Якимовичу присвоено очередное воинское звание подполковник. В ноябре 17-я танковая бригада оборонялась и наступала на Волоколамском направлении.
2 декабря 1941 года бригада Н. Я. Клыпина приказом генерала А. П. Белобородова была направлена к деревне Дедово. По воспоминаниям Г. К. Жукова и А. П. Белобородова, Сталин приказал взять эту деревню во что бы то ни стало, перепутав её с городом Дедовском, который находился в тылу советских войск. При наступлении на село Петровское Истринского района 8 танков бригады (6 КВ-1 и 2 Т-34), двигаясь без разведки, попали на немецкие позиции противотанковой артиллерии северо-восточнее деревни Селиванихи, 4 танка КВ-1 сгорели вместе с экипажами. 4 декабря командира бригады подполковника Клыпина сняли с должности с формулировкой: «За халатное отношение к выполнению моего приказа по захвату д. Петровское и за плохую организацию взаимодействия с 9 Гвардейской стрелковой дивизией» (Жуков, Булганин).
12 января 1942 года получил звание полковника и был назначен командиром 39-й танковой бригады. В июле 1942 года назначен начальником Саратовского танкового училища, в ноябре 1942 года — заместителем начальника Домашевских курсов усовершенствования командного состава.
Скоропостижно скончался из-за старых боевых ранений 17 марта 1943 года в курортном посёлке Боровое Щучинского района Акмолинской области Казахской ССР (ныне посёлок Бурабай Бурабайского района Акмолинской области Казахстана). Первоначально похоронен на кладбище в городе Щучинске, но после его закрытия в 1970-х годах перезахоронен в центральном парке города рядом с братской могилой погибших в гражданскую войну.

## Награды и звания
- Герой Советского Союза (21 марта 1940, медаль «Золотая Звезда» № 341[3]);
- орден Ленина (21 марта 1940);
- орден Красного Знамени (27 марта 1942)[9];
- медали[2].

## Память
В честь Клыпина было названо судно Министерства речного флота РСФСР. Захоронен в центральном парке города Щучинск рядом с массовым захоронением жертв гражданской войны. На этом месте расположен мраморный мемориал в память о жертвах гражданской войны, на котором отдельно обозначено место захоронения Н. Я. Клыпина.
В честь Клыпина также названа улица в Железнодорожном районе города Улан-Удэ.